# Mierzęcin (powiat pułtuski)
Mierzęcin – wieś w Polsce położona w województwie mazowieckim, w powiecie pułtuskim, w gminie Zatory. Ma status sołectwa. 
Wierni Kościoła rzymskokatolickiego należą do parafii św. Małgorzaty w Zatorach.
Prywatna wieś szlachecka Mierzęcino położona była w drugiej połowie XVI wieku w powiecie kamienieckim ziemi nurskiej województwa mazowieckiego. W latach 1975–1998 miejscowość należała administracyjnie do województwa ostrołęckiego.